# Grove nalatigheid
Grove nalatigheid is een juridisch begrip dat vooral in de context van aansprakelijkheid wordt gebruikt. In het contractrecht kan men aansprakelijkheid voor het veroorzaken van schade zoveel mogelijk proberen te beperken, maar voor schade die ontstaan is door opzet of grove nalatigheid is degene die deze veroorzaakt heeft nog altijd verantwoordelijk. Grove nalatigheid kan hier worden gelezen als het zeer onzorgvuldig uitvoeren van werkzaamheden ("prutswerk") dan wel bijzonder ondeugdelijke producten afleveren die schade bij een afnemer tot gevolg kunnen hebben.